# Чжао Чан

«Новогодняя картина» Чжао Чана из Национального дворцового музея, Тайбэй. Исследователи отмечают, что такое название для картины лишено всякого смысла, так как она представляет собой обычный свиток для украшения дворца. Такие картины писал Сюй Си, и вполне вероятно, что это копия с его работы, сделанная в эпоху Мин. Подпись на картине «слуга Чан», скорее всего ложная.

Чжао Чан (кит. трад. 趙昌, упр. 赵昌, пиньинь Zhào Chāng; кон. X в. — нач. XI в.) — китайский художник.

## Биография
Сведения об этом живописце крайне малочисленны. Чжао Чан родился в Гуанхане (пров. Сычуань), но точных дат его рождения и смерти история не донесла (как считают некоторые специалисты, родиться он мог ок. 960 года, то есть его жизнь пришлась на первые десятилетия существования империи Сун (960—1279). Китайский историк искусства Го Жосюй (XI в.) утверждает, что Чжао принадлежал к богатому семейству. Неизвестно, в каком возрасте он занялся живописью, однако известно, что его учителем был художник и каллиграф Тэн Чанъю, писавший прекрасные каллиграфические вывески на храмах и работавший в жанре «цветы-птицы». Чжао Чан перенял и развил далее его технические приёмы. Он одинаково виртуозно владел как живописью крупного формата (вертикальные и горизонтальные свитки), так и более интимной, малоформатной формой живописи — росписями вееров. В итоге он стал придворным художником и членом Академии Ханьлинь.
Произведения Чжао Чана имели большой успех. Известно, что в правление императора Чжэнь-цзуна (997—1022) в эру под девизом «Дачжун сянфу», то есть в 1008—1016 гг, его слава достигла такой степени, что премьер-министр предложил художнику 500 лянов серебра (ок. 10 кг.) только за то, чтобы тот написал картину в жанре «цветы-птицы». Однако во времена Го Жосюя (кон. XI в.) работы Чжао уже было трудно разыскать; как утверждает этот историк, Чжао Чан сам «скупил написанные им картины, поэтому их трудно найти». Тем не менее, большой любитель жанра «цветы-птицы» император Хуэй-цзун (1100—1125) сумел собрать в своей коллекции более 100 произведений художника, о чём свидетельствует каталог «Сюаньхэ Хуапу».
Дата смерти Чжао Чана неизвестна. Поскольку сведения о нём обрываются 1016-м годом, в справочниках пишут «умер после 1016 года». Таким образом, фактически, весь творческий период живописца пришёлся на время правления императора Чжэнь-цзуна и был связан со вкусами чиновников его двора.

## Творчество

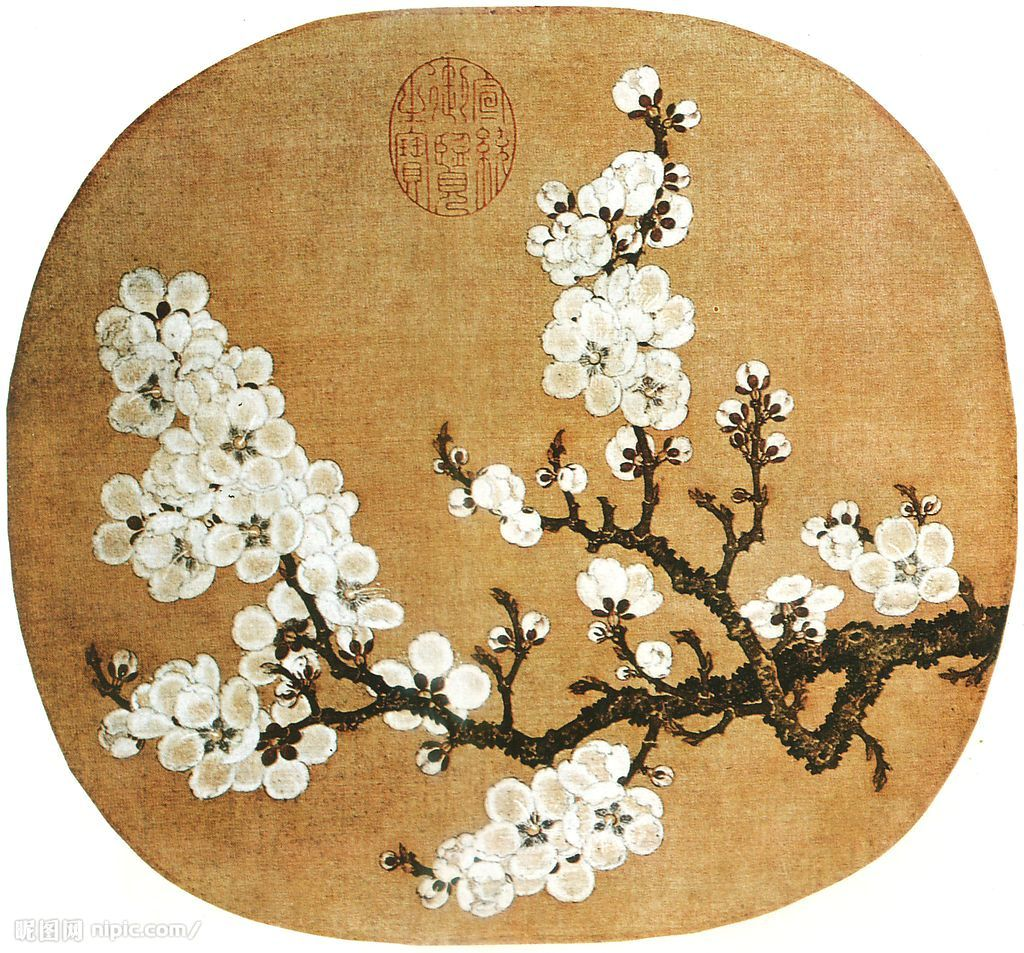
Чжао Чан, Цветущий абрикос. Гугун, Тайбэй.

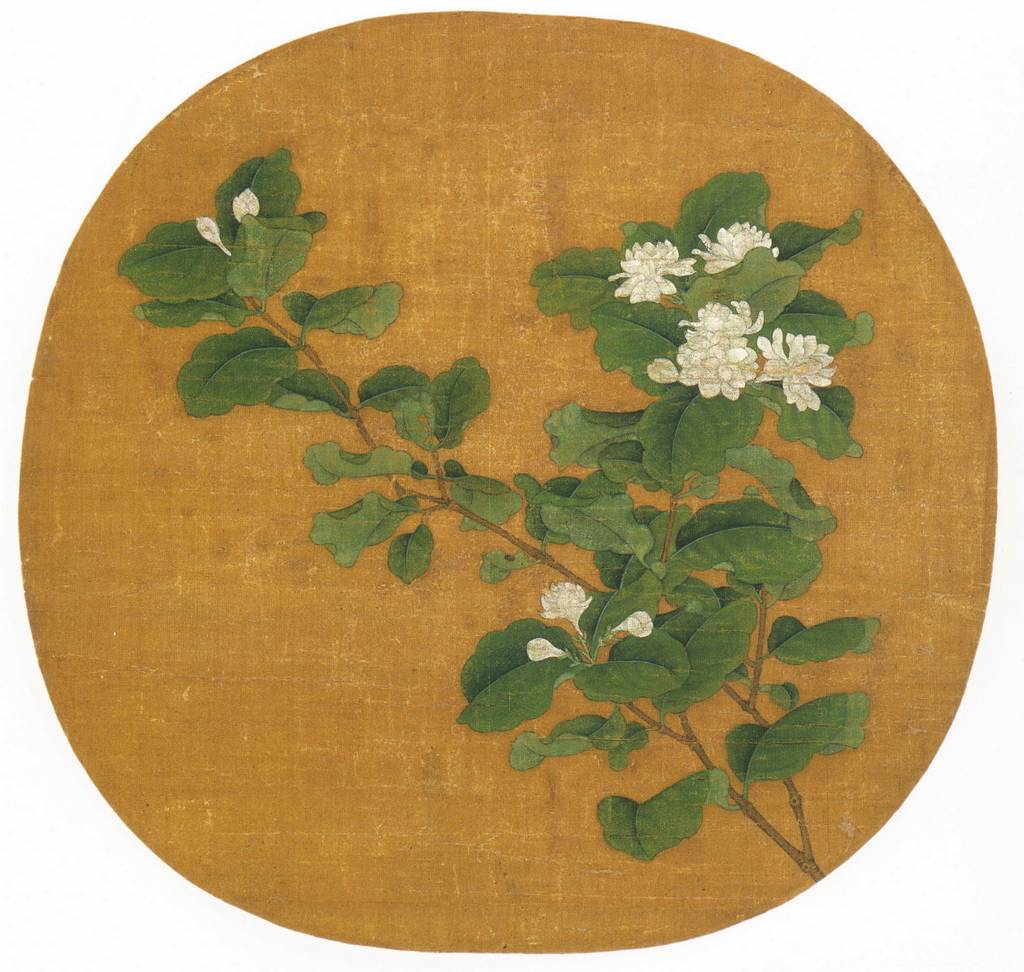
Чжао Чан. Ветка белого жасмина. Шанхай, музей. Возможно, это оригинальная работа мастера.

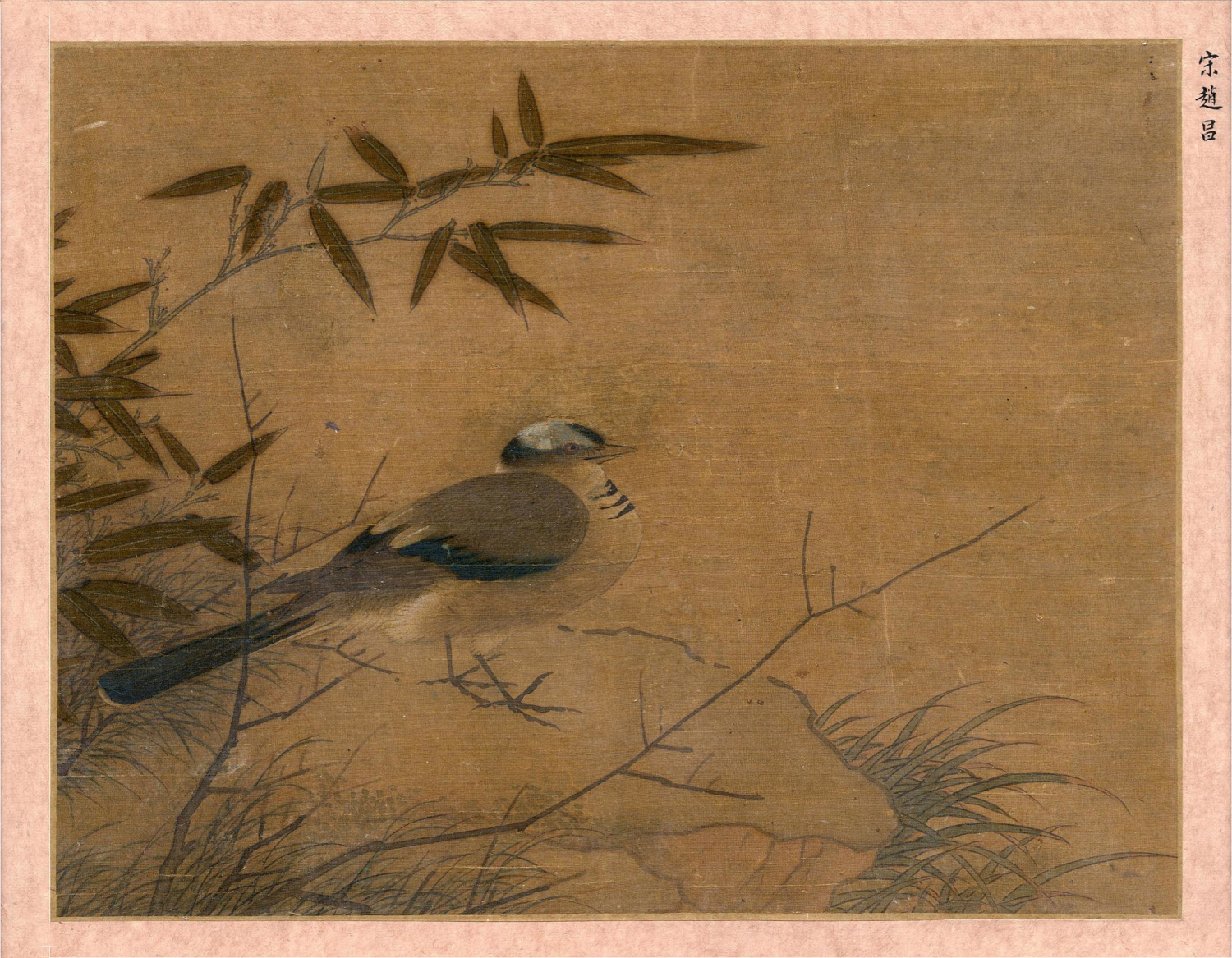
Птичка на берегу. Альбомный лист. Британский музей, Лондон. Минская копия с работы Чжао Чана.

Популярный жанр «цветы-птицы» (хуаняо) оформился в самостоятельное направление живописи в X веке, непосредственно перед Чжао Чаном, и сразу обрёл множество высокопоставленных поклонников. У истоков жанра стояли два художника, сформировавшие два его основных течения: Хуан Цюань, опиравшийся на непосредственные наблюдения природы, и Сюй Си, который, как пишет историк и критик искусства XI века Го Жосюй, «предавался фантазии в сельской жизни». Поэтому в китайской эстетике стиль Цюаня получил название «сешэн» (буквально — «писать жизнь»), а стиль Си — «сеи» (то есть «писать идею»). Чжао Чан принадлежал к первому течению. Сохранились легенды о том, как он каждое утро выходил в сад, рассматривал цветы, нежно держал их в руках, стремясь проникнуть в суть их красоты, и зарисовывал их. Себя же он именовал не иначе как «зарисовщик Чжао Чан» намекая на то, что он лишь ретранслятор красоты, созданной не им.
В техническом смысле живопись Чжао принадлежала традиции идущей от Сюй Чунсы, внука Сюй Си, продолжившего и развившего манеру своего прославленного деда, но отказавшегося от некоторых его принципов. Он отказался от жёсткого контура, то есть от тщательной обрисовки тушью, от жёсткого рисунка, который доминировал в картине, и более прилагал усилия для придания естественной окраски, густо накладывая пигменты мазками разного оттенка. Это придавало предметам более естественный вид, однако вызывало недовольство поклонников традиции, основанной на ясном рисунке предметов тушью. В частности, Го Жосюй (XI в.) сетует представителям этого стиля, что «кисть у них слабая, одухотворённость малая и стремятся они только к успехам в наложении краски», хотя, в другом месте хвалит Чжао Чана за то, что «… в передаче цвета долгое время ему не было равных». Критик также отмечает, что Чжао прекрасно удавались травы и насекомые, но в нарисованных им деревьях «не было жизненного смысла».

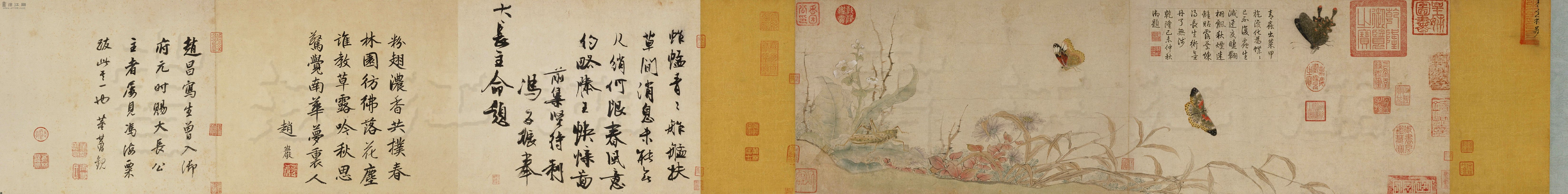
Чжао Чан. Бабочки, кузнечик и водные растения. Свиток. Тушь и краски по бумаге. Гугун, Пекин.

Среди наследия, оставленного Чжао Чаном, есть множество работ малого формата — вееров или альбомных листов, в которых одна ветка вписывалась в круглую форму картины. Такая форма стала особо популярна во время правления династии Сун; она позволяла удалить за рамки картины всё лишнее, что окружало одинокую ветку для того, чтобы насладиться исключительно её природной красотой. Другого типа картины — горизонтальные свитки, который разглядывали по частям, прокручивая справа налево. Особой разновидностью были вертикальные свитки, которыми завешивали стены для украшения комнаты или зала. Чжао Чан был одинаково успешен во всех форматах, несмотря на мнение наиболее консервативных критиков, которые считали, что его «картинам птиц и камней не хватает изящества». Его живопись имела долгое эхо, и в той или иной мере сказалась на творчестве его ученика Ван Яо (Ван Ю), И Юаньцзи, Линь Чуня, Цянь Сюаня, минских художников жанра "цветы-птицы", вплоть до Юнь Шоупина и Цзяна Тинси.

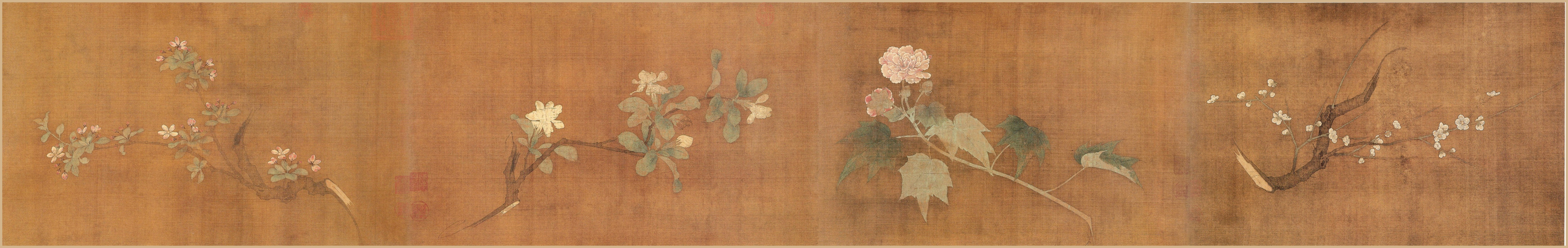
Четыре сломанные ветки. Поздне-сунская копия с картины Чжао Чана. Гугун, Пекин.

## Список произведений
(по кн. James Cahill «An index of early Chinese painters and paintings: Tang, Sung, and Yüan» University of California Press. 1980, pp. 59–61)
- Бабочки, кузнечик и водные растения. Короткий свиток, тушь и светлые краски по бумаге. Приписывается. Поздне-сунская работа(?). Колофоны Фэн Цзычжэна и Чжао Яня ранне-юаньского периода, а также Дун Цичана. Гугун, Пекин.
- «Новогодняя картина». Цветы сливы, камелии, нарциссов и т. д. возле камня. Две ложных подписи. Минское декоративное произведение. Гугун, Тайбэй.
- Сороки на цветущем дереве. Колофон, вероятно ложный, подписанный Дун Цичаном. Минская работа, вероятно, кисти Бянь Вэньцзиня. Гугун, Тайбэй.
- Пионы, эпидендрумы, и грибы возле камней. Подписана именем художника. Позднее декоративное произведение. Гугун, Тайбэй.
- Птица на ветке вишни. Альбомный лист. Приписывается. Остатки хорошей картины; создана во время Юж. Сун или Юань. Гугун, Тайбэй
- Горная птица на ветке вишнёвого дерева. Роспись веера. Приписывается. Плохая копия. Гугун, Тайбэй.
- Ветка цветущего абрикоса. Роспись веера. Сунская копия(?). Гугун, Тайбэй.
- Пара диких гусей, стоящих на ветру. Роспись веера. Имеет подпись. Поздняя работа. Ранее хранилась в коллекции Манчжурского правящего дома.
- Ветка белого жасмина. Роспись веера. Приписывается. Прекрасная южно-сунская работа. Коллекция Сугахара, Камакура.
- Ветка цветущей яблони. Роспись веера. Приписывается. Прекрасная южно-сунская работа. Коллекция Асано, Япония
- Бутон лотоса. Альбомный лист. Приписывается. Коллекция Барона Дан.
- Апельсин и два персика. Интерполированная печать художника. Поздняя работа.
- Бамбук и насекомые. Короткий свиток. Приписывается. Токио, Музей искусства Хатакеяма.
- Лотосовый пруд с двумя утками-мандаринками. Тушь и краски по шёлку. Приписывается. Киото, Национальный музей.
- Корзина с цветами. Альбомный лист. Приписывается. Юаньская или минская работа. Музей Нецу, Токио
- Дыня с цветами, жуком и стрекозой. Картина в форме веера, тушь и краски по шёлку. Прекрасная сунская работа, но в плохом состоянии. Коллекция Такамицзавы, Токио
- Корзина с цветами. Альбомный лист, тушь и краски по шёлку. Подписана. Южно-сунская работа. Галерея Нельсона-Аткинса, Канзас Сити.
- Два белых гуся, отдыхающих на берегу. Подписана. Минская работа. Британский музей, Лондон.

Кроме этого Чжао Чану приписывается ещё несколько произведений малого формата в частных коллекциях и музеях, но, как правило, это более поздние копии.